# Don't Look Back (John Lee Hooker)
Don't Look Back è un album in studio del cantante statunitense John Lee Hooker, pubblicato nel 1997.

## Tracce
1. Dimples – 3:59 (con Los Lobos)
2. The Healing Game – 5:09 (con Van Morrison)
3. Ain't No Big Thing – 5:19
4. Don't Look Back – 6:41 (con Van Morrison)
5. Blues Before Sunrise – 6:41
6. Spellbound – 3:56
7. Travellin' Blues – 5:35 (con Van Morrison)
8. I Love You Honey – 3:31
9. Frisco Blues – 3:47
10. Red House – 4:02
11. Rainy Day – 5:50 (con Van Morrison)

## Formazione
- John Lee Hooker – voce, chitarra
- Van Morrison – voce, chitarra
- David Hidalgo – chitarra
- César Rosas – chitarra
- Steve Berlin – sassofono baritono
- Conrad Lozano – basso
- Victor Bisetti – batteria
- John "Juke" Logan – armonica
- Danny Caron – chitarra
- Charles Brown – tastiera
- Ruth Davies – basso acustico
- Kevin Hayes – batteria
- Jim Pugh – tastiera
- Gregory Davis – tromba
- Roger Lewis – sassofono
- John Allair  – tastiera
- Richard Cousins – basso